# Snowfalls
Snowfalls è un singolo del duo musicale russo t.A.T.u., pubblicato il 14 luglio 2009 come primo estratto dal terzo album in studio in lingua inglese Waste Management.

## Descrizione
Il brano è il singolo apripista dell'ultimo album in studio del duo, Waste Management, ed è anche l'unico dei tre singoli estratti dal disco a essere stato pubblicato a livello globale per il mercato digitale. I successivi due singoli sono usciti soltanto in Sud America per la promozione del disco.
Il 9 luglio 2009 fu annunciato che il video del brano sarebbe entrato in rotazione su MTV Baltic a partire dal 13 luglio e che nella stessa data sarebbe stato pubblicato sulle pagine ufficiali di MySpace, YouTube e iLike, oltre che su iTunes e Amazon. Dopo soli due giorni dall'uscita su iTunes, Snowfalls surclassò il numero di download di ogni altro singolo del duo.

## Video musicale
Il videoclip rappresenta l'epilogo del duo russo. Le riprese, avvenute a Mosca nell'agosto del 2008, cominciano con le immagini del video del precedente singolo, 220; all'inizio della canzone, Julia Volkova e Lena Katina inforcano le moto e iniziano una irrefrenabile corsa per le strade. Dopo aver provocato numerosi incidenti e feriti, vengono bloccate dalla polizia, ma le ragazze concludono la storia a modo loro, andando a scontrarsi l'una contro l'altra provocando un'enorme esplosione.
Due diverse versioni del video sono state pubblicate sul canale YouTube delle cantanti: la versione TV e la Heart Attack Edition, ossia il video senza la riproduzione della canzone.

## Tracce
Download digitale
1. Snowfalls – 3:15

CD/EP promo (Brasile)
1. White Robe – 3:40
2. Sparks – 3:10
3. Snowfalls – 3:13
4. White Robe (music video) – 3:31
5. Sparks (music video) – 3:11

## Snegopady
Snegopady (in russo Снегопады?) è la versione originale in russo del brano Snowfalls, uscita il 17 aprile 2009 come quarto e ultimo singolo estratto dal terzo album in studio in lingua russa Vesëlye ulybki.

### Video musicale
Il videoclip, identico a quello della successiva versione inglese Snowfalls, ha ottenuto un discreto successo sui canali televisivi russi e in quelli degli Stati baltici, arrivando terzo nella classifica Video of the Year 2009 indetta da MTV Russia.